# NGC 7396
NGC 7396 је спирална галаксија у сазвежђу Рибе која се налази на NGC листи објеката дубоког неба.
Деклинација објекта је + 1° 5' 32" а ректасцензија 22h 52m 22,6s. Привидна величина (магнитуда) објекта NGC 7396 износи 12,9 а фотографска магнитуда 13,8. NGC 7396 је још познат и под ознакама UGC 12220, MCG 0-58-7, CGCG 379-10, IRAS 22498+0049, PGC 69889.